# 山田和司
山田和司（日语：／ Yamada Kazushi，1987年2月21日—），日本男子羽毛球運動員，前日本國家羽毛球隊成員。愛媛縣新居濱市出生，畢業於角野中学校、小松原高校及日本体育大学，2009年4月加入日本Unisys株式會社羽毛球隊。現為再春館製藥所的教練。

## 簡歷
2010年11月，山田代表日本出戰廣州亞運會，參加羽毛球比賽的男子單打及團體項目。

## 主要比賽成績
只列出曾進入準決賽的國際賽事成績：
| 年份   | 賽事                   | 公開賽級別 | 項目     | 拍檔     | 成績   |
| ------ | ---------------------- | ---------- | -------- | -------- | ------ |
| 2008年 | 大阪羽毛球國際挑戰賽   | 國際挑戰賽 | 男子雙打 | 遠藤大由 | 準決賽 |
| 2009年 | 奧地利羽毛球國際挑戰賽 | 國際挑戰賽 | 男子單打 | －       | 準決賽 |
| 2009年 | 紐西蘭羽毛球大獎賽     | 大獎賽     | 男子單打 | －       | 準決賽 |
| 2010年 | 大阪羽毛球國際挑戰賽   | 國際挑戰賽 | 男子單打 | －       | 亞軍   |
| 2012年 | 大阪羽毛球國際挑戰賽   | 國際挑戰賽 | 男子單打 | －       | 亞軍   |
| 2013年 | 大阪羽毛球國際挑戰賽   | 國際挑戰賽 | 男子雙打 | 數野健太 | 冠軍   |
| 2014年 | 大阪羽毛球國際挑戰賽   | 國際挑戰賽 | 男子雙打 | 數野健太 | 冠軍   |
| 2014年 | 俄羅斯羽毛球大獎賽     | 大獎賽     | 男子雙打 | 數野健太 | 冠軍   |
| 2014年 | 越南羽毛球大獎賽       | 大獎賽     | 男子雙打 | 數野健太 | 亞軍   |
| 2015年 | 馬來西亞羽毛球大師賽   | 黃金大獎賽 | 男子雙打 | 數野健太 | 冠軍   |
| 2015年 | 波蘭羽毛球公開賽       | 國際挑戰賽 | 男子雙打 | 數野健太 | 冠軍   |
| 2015年 | 大阪羽毛球國際挑戰賽   | 國際挑戰賽 | 男子雙打 | 數野健太 | 冠軍   |

| 2007-2017年 | 首要超級賽 | 超級賽 | 黃金大獎賽 | 大獎賽 | 國際挑戰賽 | 國際系列賽 | 未來系列賽 | 其他 |

| 2018-2026年 | 總決賽 | 超級1000賽 | 超級750賽 | 超級500賽 | 超級300賽 | 超級100賽 | 國際挑戰賽 | 國際系列賽 | 未來系列賽 | 其他 |

### 奧運會和世錦賽參賽紀錄
|          | 搭檔     | 2010 | 2011 | 2012 | 2013 | 2014 | 2015 |
| -------- | -------- | ---- | ---- | ---- | ---- | ---- | ---- |
| 男子單打 | －       | 8強  | 32強 | －   | －   | －   | －   |
|          |          |      |      |      |      |      |      |
| 男子雙打 | 數野健太 | －   | －   | －   | －   | －   | 16強 |